# Tierra Blanca (Veracruz)
Tierra Blanca è una municipalità dello stato di Veracruz, nel Messico centrale, il cui capoluogo è la località omonima.
Conta 94.087 abitanti (2010) e ha una estensione di 1516,75 km². 	 		
Il nome della località in lingua nahuatl significa luogo delle dee.